# Nikon D850
Nikon D850 — профессиональная полнокадровая цифровая зеркальная камера (DSLR), выпущенная компанией Nikon. Официально анонсирована 25 июля 2017 года на праздновании 100-летия основания Nikon, как преемник Nikon D810.
D850 — первая цифровая зеркальная камера Nikon, имеющая сенсор с обратной подсветкой. Nikon D850 была первой зеркальной камерой, получившей 100 пунктов в обзоре DxOMark.

## Ключевые особенности
- Nikon FX полнокадровый 45.7 мегапиксельный CMOS сенсор с обратной подсветкой (BSI:Backside Illuminated).
- 4K UHD 3840 x 2160 видео 30, 25, и 24 к/с со сжатием H.264/MP4 и одновременно несжатое видео через интерфейс HDMI 2.0.
- Диапазон чувствительности 64-25600 ISO с расширением до 32-102400 ISO.
- Замедленное видео до 120 кад/сек с разрешением 1080p.
- Электронная стабилизация изображения при съёмке видео 1080p в формате Nikon DX.
- Новый видоискатель со 100% покрытием кадра и увеличением 0.75×.
- Процессор Nikon EXPEED 5.
- Система экспозамера с 180K-пиксельным RGB-сенсором.
- Яркостно-взвешенный экспозамер, предотвращающий пересвет ярких деталей или недосвет теней. Заполнение пересвеченных областей чёрно-белыми полосками (Zebra Stripes) в режиме LiveView.
- Автофокусный модуль Multi-CAM 20K с TTL-фазовой детекцией и точной подстройкой и 153 точками фокусировки, включая 99 крестовых точек и 15 точек, работающих на диафрагме f/8, из которых 55 (35 крестовых точек and 9 f/8 точек) доступны для выбора. Выбор точки автофокуса осуществляется с помощью крестообразного джойстика.
- Режим съёмки со сдвигом фокусировки и сложением в одно изображение последовательности до 300 кадров.
- Focus peaking .
- Режим съёмки LiveView с уменьшенной точкой автофокуса для прецизионной фокусировки (Pinpoint AF).
- Режим бесшумной съёмки со скоростью до 6 к/с.
- 8K или 4K Ultra HD цейтраферное видео/интервальная съёмка до 9999 кадров.
- Встроенная очистка сенсора.
- Серийная съёмка 7 к/с до 51 кадра в RAW-формате (14-битный несжатый RAW) или до 170 кадров 12-битного несжатого RAW. Серийная съёмка 9 к/с с установленным батарейным блоком MB-D18 и аккумулятором EN-EL18.
- 3,2-дюймовый 2,359-мегапиксельный поворотный сенсорный экран.
- Новая быстрая групповая обработка NEF (RAW) изображений.
- Отсутствует встроенная вспышка, но имеется беспроводное радиоуправление внешними вспышками (как у Nikon D5 и Nikon D500).
- Сканирование негативных цветных плёнок с адаптером оцифровки плёнки ES-2.
- Файловые форматы изображений включают JPEG, TIFF, NEF с нормальным сжатием и сжатием без потерь.
- Два слота для карт памяти — XQD и SD/SDHC/SDXC UHS-II.
- Встроенные Wi-Fi и Bluetooth.
- Подсветка кнопок.
- Корпус из магниевого сплава с погодной защитой.
- Отсутствует оптический низкочастотный фильтр.

## Комплект поставки
- Ремень фотокамеры AN-DC18
- Защитная крышка BF-1B
- Окуляр видоискателя с фторсодержащим покрытием DK-17F
- Литий-ионная аккумуляторная батарея EN-EL15a
- Клипса для кабеля HDMI/USB
- Зарядное устройство MH-25a
- USB-кабель UC-E22

## Дополнительные принадлежности
- Сетевой блок питания EH-5c
- Крышка башмака для принадлежностей BS-3/BS-1
- Адаптер для оцифровки плёнок ES-2
- Универсальный батарейный блок MB-D18
- Беспроводной передатчик WT-7B
- Вспышка Speedlight SB-5000
- Беспроводной микрофон ME-W1
- HDMI-кабель HC-E1
- Комплект беспроводного контроллера дистанционного управления — приёмопередатчик WR-R10, передатчик WR-T10, WR переходник WR-A10
- Беспроводной контроллер дистанционного управления WR-1
- Вспышка Speedlight SB-700
- Разъём сетевого блока питания EP-5B
- Микрофон ME-1
- Пульт дистанционного управления с кабелем MC-36a

## Дополнительная информация
- Руководство по оцифровке 35-мм негативных плёнок с использованием адаптера для оцифровки плёнок ES-2 (англ.)
- Сканируем плёнку с применением D850, адаптера для оцифровки плёнок ES-2, с записью в NEF и цветовой коррекцией в NEGATIVE LAB PRO, для улучшения цветопередачи на русском языке